# Isabel Varell
Isabel Varell (Kempen, 31 juli 1961) is een Duitse schlagerzangeres, (musical)actrice en tv-presentatrice.

## Jeugd en opleiding
Als 13-jarige trad ze voor de eerste keer op bij een talentenconcours. Ze bezocht het Goethe-gymnasium en het Luisen-gymnasium in Düsseldorf. In 1980 scoorde ze een 3e plaats onder 6000 deelnemers bij een talentenjacht van Radio Luxembourg en werd in 1981 gestimuleerd door muziekproducent Jack White. 

## Carrière
In 1984 kwam haar eerste grote succes met Verträumt, waarmee ze in hetzelfde jaar de Goldene Europa kreeg als beste nieuwkomer. De Engelse versie Tonight werd gezongen door Marlene Ricci. Tijdens de in 1987 lopende kinderserie Hals über Kopf zong Varell de titelsong Oh Schreck, oh Schreck, das Kind ist weg ….
In de juli-uitgave van de Duitse Playboy 1982 verschenen naaktfoto’s van haar. Als actrice was ze in 1985 te zien in de vrouwelijke hoofdrol in de 10-delige ARD-serie Das Rätsel der Sandbank, waarvoor ze ook de titelsong zong. Drafi Deutscher componeerde voor haar het nummer Melodie d'amour, waarmee ze bij de Duitse voorronden van het Eurovisiesongfestival 1990 een 6e plaats haalde. Deutscher produceerde ook haar singles Indestructible Love en Geh' nicht vorbei. Aan het eind van de jaren 1990 trad Varell op in musical-hoofdrollen (Pico en Slice of Saturday) op Hamburgse podia. In de popmusical Cinderella aanvaardde ze tijdens de tournee in 2012/2013 de rol van de fee Jolanda. Van 2002 tot 2004 was ze de co-presentatrice van Guido Cantz in het ZDF-programma Karnevalissimo.
In 1979 was ze naast Carlo von Tiedemann presentatrice van de Aktuelle Schaubude op N3. In 1998 volgde de comedy-serie Varell & Decker bij het ZDF. In hetzelfde jaar stond ze ook voor de WDR-serie Gisbert samen met Hape Kerkeling voor de camera. Van 2002 tot 2007 was ze samen met haar partner Christian Heckelsmüller te zien op kleinkunstpodia met haar muziek-comedy-liveprogramma Mir ist ganz komisch onder regie van Hape Kerkeling. In 2004 nam ze deel aan het tweede seizoen van de RTL-show Ich bin ein Star – Holt mich hier raus! en scoorde daar een 2e plaats. Een tijdje was ze te zien bij Call-in-Gewinnspiel bij 9Live. In het ARD-programma Verstehen Sie Spaß? werkte ze mee als lokvogel.
Van juni 2009 tot mei 2010 was ze te zien in de rol van de vrouwelijke protagoniste Andrea Weller in de ARD-telenovela Rote Rosen. Van juli tot augustus 2010 keerde ze nogmaals terug voor een gastoptreden. Van september 2010 tot juni 2011 was ze te zien in de ZDF-telenovela Lena – Liebe meines Lebens als Linda Behrendt. In 2012 speelde ze mee in Rosamunde Pilcher: Das Geheimnis der weißen Taube.
Sinds 2013 presenteert ze de tv-muziekprogramma's van de HR Die Schlagerparty, samen met HR-presentator Dieter Voss. Sinds februari 2016 presenteert ze het Sat.1-programma Ganz in Weiß met vooreerst 4 afleveringen. Tussendoor speelt ze ook steeds weer mee in theaterproducties, waaronder in de Komödie Düsseldorf.

## Privéleven
Van 1989 tot 1991 was ze getrouwd met Drafi Deutscher. In augustus 2015 trouwde ze met de filmregisseur Pit Weyrich. Beiden waren voorheen sinds 8 jaar een paar.
In april 2016 verscheen haar autobiografie Mittlere Reife: Aus meinem Leben.

## Discografie

### Singles
- 1981 Ich kämpf um dich
- 1982 Rock'n'Roll geht los
- 1982 Lüg mich an
- 1982 Voyeur
- 1983 Baby Rock'n'Roll
- 1984 Verträumt
- 1985 Die Sonne geht auf
- 1986 Tonight
- 1987 Golden Boy
- 1988 The spirit of the heart
- 1989 Indestructible Love
- 1990 Melodie d'amour
- 1990 Geh nicht vorbei
- 1991 There was a Time
- 1993 Frauen, die lieben
- 1994 Es gibt ein Danach
- 1996 Diese Nacht soll nie enden
- 1997 Niemand sieht die Tränen
- 1998 Nie wieder ohne dich
- 1999 Nur nicht aus Liebe weinen
- 1999 Kann denn Liebe Sünde sein (met Hape Kerkeling)
- 1999 Liebe kommt, Liebe geht
- 2000 Bleib doch heute Nacht
- 2002 Schwindlig vor Liebe
- 2002 Du-nur-du-nur-du
- 2002 Ich frier ohne dein Licht
- 2007 Bye Bye Baby
- 2008 Königin der Nacht (promo)
- 2008 Liebes Universum (promo)
- 2008 Nobody's perfect (promo)
- 2009 Ich mag das (promo)
- 2009 Ich bin viel zu gerne Single (promo)
- 2009 Nachts (Remix) / Wenn Liebe neu beginnt
- 2010 Ich werd' den Teufel tun (promo)
- 2010 Spaghetti Bolognese 2010 (promo)
- 2010 Nie mehr (Wieder) 2010 (promo)
- 2011 In der Rue Lamarck (promo)
- 2011 Es ist nicht leicht, Prinzessin zu sein
- 2011 Den Wind im Gesicht (promo)
- 2011 Menschen im Café (promo/download single)
- 2011 Die ganze Welt (im Licht erhellt) (promo/download single)
- 2012 Heller Mond (promo)
- 2012 Mit Schuld (promo)
- 2012 Mitten im Winter ist Weihnachten (download single)
- 2013 Alla Bella Vita (promo)
- 2013 Da geht noch was (promo)
- 2013 Wir wär'n so gern im Kaufhaus eingesperrt (met Birgit Schrowange) (download single)
- 2013 Mitten im Winter ist Weihnachten (promo)
- 2014 Wirf ein Puzzle in den Himmel (promo)
- 2014 Good bye Johnny (promo)
- 2015 Ich habe Zeit (promo/download single)
- 2015 Verliebt ins Leben (promo/download single)
- 2016 Für immer ein Kind (promo/download single)
- 2016 Regentag (promo/download single)
- 2017 Lass uns feiern (promo/download single)
- 2018 Als wär ich wieder 14 (promo/download single)
- 2019 Es muss nicht einfach sein (promo/download single)
- 2019 Frei und verrückt (promo/download single)
- 2019 Teile dein Glück (promo/download single)
- 2020 Leichtigkeit (promo/download single)
- 2020 Mrs Alice Morrison (promo/download single)
- 2020 Schuldig (promo/download single)
- 2023 Ich tanz den Tango ganz allein (download single)

### Albums
- 1983: Baby Rock'n'Roll
- 1999: Nur nicht aus Liebe weinen
- 2002: Heut' ist mein Tag
- 2008: Königin der Nacht
- 2009: Alles Ansichtssache
- 2011: Alles neu
- 2013: Da geht noch was
- 2018: Lieblingsschlager (compilatie)
- 2018: Kann denn Liebe Sünde sein? (compilatie)
- 2020: Eine Tasse Tee

## Televisie
- 1985: Das Rätsel der Sandbank, als Clara Dollmann
- 1987: Ein Fall für zwei, aflevering 54: Lebenslänglich für einen Tot
- 1987: Frankobella: Sketchshow met Frank Zander
- 1990: Ein Schloß am Wörthersee (Adel verpflichtet zu nichts): Alfons Haider, Jenny Jürgens, Roy Black
- 1994: Nich' mit Leo
- 1996: Willi und die Windzors
- 1997: Ein Fall für zwei, aflevering 150: Tödliche Zinsen
- 1999: Gisbert
- 2009–2010: Rote Rosen, als Andrea Weller
- 2010–2011: Lena – Liebe meines Lebens, als Linda Behrendt
- 2012: Rosamunde Pilcher: Das Geheimnis der weißen Taube
- 2013: Ein Fall für die Anrheiner: Falsche Wahrheit, als Iris Wüstenberg
- 2015: Alles was zählt: presentatrice bij Schlau macht Reich als Jana Günther
- 2018–2019, 2020, 2023: In aller Freundschaft, als Linda Schneider
- 2023: Kreuzfahrt ins Glück – Hochzeitsreise nach Ligurien

### Als presentatrice
- 1997: Aktuelle Schaubude met co-presentator Carlo von Tiedemann
- 2002–2004: Karnevalissimo met co-presentator Guido Cantz
- 2005: Geld unters Volk
- 2012–2016: Schlagerparty met co-presentator Dieter Voss
- 2016: Ganz in Weiß
- 2018–2023: Live nach neun, met wisselende co-presentators

## Boeken
- 2016: Mittlere Reife – Aus meinem Leben (Piper)
- 2021: Die guten alten Zeiten sind jetzt – Wie ich das Leben jeden Tag neu erfinde (Piper)

- Gemeinsame Normdatei: 134545621
- International Standard Name Identifier: 0000 0000 5852 4609
- Library of Congress Control Number: n2017065625
- MusicBrainz: 9d640080-c47a-464b-bb62-f1eb188d0fb9
- Virtual International Authority File: 79666553
- WorldCat: E39PBJbGRhvHhmGvrJYrkfp3wC